# Maskerade (Chatschaturjan)
Die Bühnenmusik zu Maskerade wurde 1941 von Aram Chatschaturjan für eine Produktion des gleichnamigen Theaterstücks des russischen Dichters und Dramatikers Michail Lermontow komponiert. Die Maskerade ist die musikalische Tragödie einer Frau, die nach einer falschen Anschuldigung der Untreue von ihrem Mann getötet wird.
Die Premiere erfolgte am 21. Juni 1941 im Wachtangow-Theater in Moskau. Die Komposition ist ebenfalls in Form einer Fünf-Satz-Suite bekannt.

## Hintergrund
Chatschaturjan wurde von Ruben Simonow gebeten, Musik für eine Produktion der Maskerade zu schreiben. Das berühmte Walzerthema Chatschaturjans entstand in den Kriegszeiten und verlangte viel Mühe während der Entstehung und er ließ sich schließlich von den Worten der Heldin Nina inspirieren: "Wie schön ist dieser neue Walzer, [...] etwas zwischen Trauer und Freude ergriff mein Herz." Der Komponist hatte lange gekämpft, um ein passendes Thema zu finden, weil es schön melodisch und modern zugleich sein sollte. Sein ehemaliger Lehrer Nikolai Mjaskowski versuchte Chatschaturjan zu helfen, indem er ihm eine Sammlung von Romanzen und Walzern aus der Zeit Lermontows nahe brachte, auch wenn diese nicht unmittelbar inspirierten, so räumte Chatschaturjan ein, war es dennoch eine Hilfe, insbesondere für das zweite Thema, als dieses stand, fiel ihm der Rest der Komposition einfach wie durch Zauberhand ohne Anstrengungen zu.

## Handlung
Die Geschichte beginnt während eines großen Maskenballs, bei dem die Baronin Schtral ein Armband findet. Da sie heimlich in den Prinzen verliebt ist, schenkt sie ihm dieses Armband als Zeichen ihrer Zuneigung. Weil die Baronin durch ihre Maske verkleidet ist, weiß der Prinz nicht, wer sie ist und mit wem er da anbandelt. In seiner Not bittet er Arbenin, seinen Vertrauten, ihm zu helfen, die mysteriöse Frau zu finden. Es misslingt. Als Arbenin nach Hause kommt, bemerkt er, dass seiner eigenen Frau, Nina, ein ganz ähnliches Armband fehlt. Als Nina nun Klarheit in die Sache bringen will, besucht sie die Baronin auf der Suche nach ihrem verlorenen Schmuck. Leider trifft sie dort auch auf den Prinzen, der davon überzeugt ist, dass sie ihm das Armband geschenkt hatte. Das Gerede um Ninas angeblichen Flirt breitet sich aus und erreicht schließlich ihren Mann. Arbenin ist wütend, dass seine Frau ihn angeblich betrogen hat und sinnt in seiner Eifersucht nach Rache. Inzwischen hat aber auch die Baronin von dem Missverständnis gehört und gesteht durch einen Brief dem Prinzen, dass sie es war, die ihm das Armband schenkte und dass Nina unschuldig sei.
Ein neuer Ball steht an und Nina erhält ihr Armband zurück, doch ihr Mann Arbenin hat ihr zuvor vergiftetes Eis gegeben. In ihrer sterbenden Verzweiflung versucht Nina noch einmal ihren Mann davon zu überzeugen, dass sie unschuldig sei und alles ein Missverständnis. Aber es ist zu spät, sie stirbt. Arbenin bleibt skeptisch, um sich den Fehler, den er gemacht hat, nicht einzugestehen. Als der Prinz dann selbst auftritt, ist die Tragödie perfekt, denn er bestätigt, dass es keine Affäre zwischen Nina und ihm gegeben hatte, und er gibt Arbenin den Brief von der Baronin, der alles erklärt.

## Suite
Später, im Jahr 1944, extrahierte Chatschaturjan fünf Sätze aus dem Bühnenwerk, um daraus eine symphonische Suite abzuwandeln. Die Abfolge ist:
1. Walzer (Maskerade)
2. Nocturne
3. Mazurka
4. Romanze
5. Galopp

Die Eiskunstlaufweltmeister Tatjana Wolossoschar und Maxim Trankow traten mit dem Maskerade Walzer 2014 zum Grand Prix Skate America in Detroit an. Darüber hinaus gewannen sie die Eiskunstlauf-EM in Budapest 2014, ebenfalls mit einer Kür zum Maskerade Walzer. Bekannt wurde insbesondere der Maskerade Walzer auch als Filmmusik zu Krieg und Frieden.

## Aufnahmen
- 1985: Komplettes Ballett verfilmt; 2007 auf DVD erschienen. VAI 4515.[5]
- 2008 Armenisches Philharmonisches Orchester, unter Leitung von Loris Tjeknavorian, ASV.
- 2010 CJD Orchester, unter der Leitung von Christof Harr vom 16. Oktober 2010 aus dem Kammermusiksaal der Philharmonie Berlin.